# 新・逃亡者
『新・逃亡者』（しん・とうぼうしゃ、原題：The Fugitive）は、2000年から2001年にアメリカCBSテレビで製作されたテレビドラマ。『逃亡者』（1963年 - 1967年、ABCで放送）のリメイク版である。全22話。
日本では、パイロット版がフジテレビで、本編がBSフジとミステリチャンネルで、それぞれ放送された。

## 概要
前述の通り、『逃亡者』のリメイク版である。従って、「キンブル医師が、無実の罪（妻殺し）で逃亡、真犯人を追う。ジェラードが彼を執拗に追う」という構図は同じである。基本的に1話完結だが、2話にわたるエピソードもあった。

### 相違点
時代性
バウンティハンターに情報を提供するため犯罪者のデータを公開するテレビ番組があり、キンブルの顔・経歴なども公開されている。
ジェラード
黒人に変更されている。
毎回、登場する。
家族が描写されている。また、過去の事故も描写されており、キンブル（妻殺し）を追う動機となっている。
義手の男（片腕の男）
ジェラードの前には出てこないが、視聴者の前にはよく出てきている。
積極的に犯罪に加担している。

### 最終回
最終回は、キンブル、ジェラード、義手の男が揃って何者かに撃たれて終わる（事件の真相はわからなかった）。これはクリフハンガーという演出であり、次のシーズンに期待をもたせる（次のシーズンを製作させる）ものである。しかしながら、次のシーズンが作られず、真相は不明のままで終わった。

## スタッフ
- 監督：ミカエル・ソロモン
- 製作総指揮：ジョン・マクナマラ、アーノルド・コペルソン、アン・コペルソン、ロイ・ハギンズ
- 脚本：ジョン・マクナマラ
- キャラクター原案：ロイ・ハギンズ
- 撮影：ジョン・ジョフィン
- 音楽：ルイス・フェブレ
- 制作：ワーナー・ブラザース・テレビジョン

## キャスト
- リチャード・キンブル：ティム・デイリー（吹替：内田直哉）
- フィリップ・ジェラード：ミケルティ・ウィリアムソン（吹替：立木文彦）
- フレッド・ジョンソン：スティーヴン・ラング（吹替：青山穣）
- ヘレン・キンブル：ケリー・ラザフォード（吹替：金野恵子）
- マギー・キンブル・ヒューム：コニー・ブリトン（吹替：小林優子）
- マイケル・マクラーレン：ボブ・モリシー（吹替：田原アルノ）
- エイブ・アイゼンバーグ：リチャード・ブレストフ（吹替：大川透）
- マシュー・ロス：ジョン・アイルワード（吹替：稲葉実）
- チャック・ブリキシウス：デヴォン・ガマーソール（吹替：桐本琢也）
- カール・ヴァセック：レックス・リン（吹替：水野龍司）
- サラ・ジェラード：ジーナ・ラヴェラ（吹替：引田有美）
- リンダ・ウェスターシュルテ：ローレン・ティウス（吹替：喜田あゆ美）
- アレックス・ジェラード：Tamara LaSeon Bass（吹替：鈴木佳由）

## 放送局
- CBS
- フジテレビ（パイロット版のみ）
- BSフジ
- ミステリチャンネル

## サブタイトル
| 話数 | タイトル               | 原題                     |
| ---- | ---------------------- | ------------------------ |
| 1    | 果てしなき逃亡         | Pilot                    |
| 2    | 義手の男               | The Hand of a Stranger   |
| 3    | 保安官の息子           | Guilt                    |
| 4    | 暴力夫の恐怖           | Far From Home            |
| 5    | キンブル・ドット・コム | DrRichardKimble.com      |
| 6    | 決死の森林逃避行       | Miles to Go              |
| 7    | 父の祈り               | St. Christopher's Prayer |
| 8    | 新たなる追跡者         | Sanctuary                |
| 9    | 賭博の罠               | Liar's Poker             |
| 10   | 闇診療所               | Lagniappe                |
| 11   | 真犯人の妻             | New Orleans Saints       |
| 12   | 襲われた母娘           | Safekeeping              |
| 13   | 心の暗部               | And in That Darkness     |
| 14   | 過去という名の罠       | Past Perfect             |
| 15   | つかの間の安らぎ       | Jenny                    |
| 16   | 恐怖の20時間           | Strapped                 |
| 17   | 埠頭の対決             | Sea CHanges              |
| 18   | 残された時間           | Tucker's Gift            |
| 19   | 救いの絆               | Flesh and Blood          |
| 20   | 第三の証人             | Smith 282                |
| 21   | キンブルの逆襲         | Gotterdammerung          |
| 22   | 隠された真実           | Thanatos                 |